# HŽ serija 2131
HŽ serija 2131 (ex JŽ 731) serija je dizelsko-hidrauličnih lokomotiva Hrvatskih željeznica. Proizvedena je u tvornici Đuro Đaković prema licenci austrijske tvrtke Jenbach u razdoblju od 1959. do 1963. Radi se o manevarskim lokomotivama namijenjenih za lako manevriranje i za rad na industrijskim kolosijecima. Više ne sudjeluju u aktivnom prometu (otpisane su).

## Tehničke karakteristike
- Osovinski raspored: C
- Instalirana snaga: 294kW
- Snaga lokomotive za vuču: 250kW
- Najveća brzina: 30/60 km/h
- Osovinski pritisak: 14 t/os
- Dizelski motor: Jenbach JW 400
- Vrsta prijenosa: dizelsko-hidraulični
- Vlastita masa lokomotive: 40 t
- Duljina preko odbojnika: 9500 mm

## Poveznice
- HŽ serija 2132